# La Fille aux cheveux de lin
Pour un article plus général, voir Préludes de Debussy.
Pour la mélodie, voir La Fille aux cheveux de lin (mélodie).
La Fille aux cheveux de lin est une composition musicale pour piano de Claude Debussy. 

## Présentation
La Fille aux cheveux de lin est la huitième pièce du premier livre de Préludes (1909-1910) de Debussy. Ce morceau compte trente-neuf mesures et dure environ deux minutes et trente secondes. Il s'agit d'un des morceaux les plus enregistrés de Debussy, tant dans sa version originale pour piano que dans diverses transcriptions, notamment pour violon et piano (de Arthur Hartmann,), pour orgue (de Léon Roques), pour piano à quatre mains (de J. Charlot et Léon Roques), pour guitare, pour harpe (de Marcel Grandjany), pour quatuor à cordes, pour orchestre (d'Hubert Mouton), pour clarinette et piano (de E. Lucas), pour violoncelle et piano (de Louis Feuillard) ou encore pour quatuor de saxophones. 
C'est le pianiste Franz Liebich qui a joué pour la première fois La Fille aux cheveux de lin en public, le 2 juin 1910 au Bechstein Hall de Londres,. La création française, quant à elle, est donnée à Paris le 14 janvier 1911, salle des Agriculteurs, par Ricardo Viñes. 
Il existe également une mélodie de Debussy écrite autour de 1882, qu'il n'a pas publiée, et qui porte le même titre. Le morceau est dédié à la chanteuse Marie Blanche Vasnier, une femme de treize ans l'aînée de Debussy dont il s'était épris. Pour lui prouver tout son amour, il mit en musique de nombreux poèmes de Leconte de Lisle, Théophile Gautier ou encore Théodore de Banville. La Fille aux cheveux de lin est donc la mise en mélodie du poème de Leconte de Lisle tiré des Chansons écossaises de ses Poèmes antiques, publiés par Alphonse Lemerre à Paris en 1874.
Alfred Cortot écrit du prélude pour piano que c'est « une tendre paraphrase de la chanson écossaise de Leconte de Lisle qui dit le charme et la douceur de la lointaine amoureuse, « sur la luzerne en fleur assise... » »,.

## Analyse

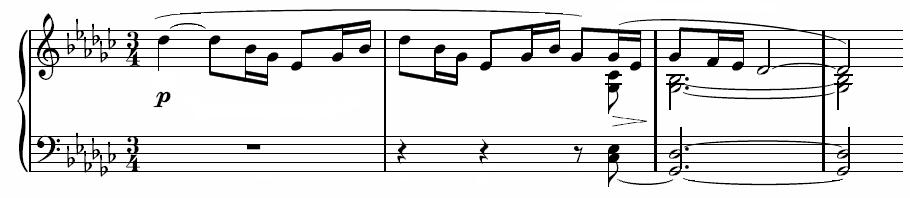
Thème d'ouverture du prélude.

Le prélude est noté « Très calme et doucement expressif », à 
, en sol bémol majeur,.
Éric Lebrun souligne que La Fille aux cheveux de lin s'ouvre sur une « ravissante mélopée pentatonique » qui « féconde une pièce entièrement modale, aux cadences doucement éclairées ».
Pour Harry Halbreich, cette « longue mélodie modale [...] évoque cette sœur paisible de Mélisande, à laquelle la prédominance de la gamme pentaphone permet d'attribuer des origines celtiques. C'est là l'un des atavismes musicaux les plus forts de Debussy, que l'on retrouve également dans Bruyères [...] : ici comme là, le morceau consiste en une seule grande arabesque mélodique ». 
Pour Guy Sacre, la pièce est « un des rares préludes accessibles aux doigts des amateurs ». La Fille aux cheveux de lin est « peinte à la manière préraphaélite, comme dans cette La Damoiselle élue du jeune Debussy, que le texte de Rosetti décrit les cheveux « jaunes comme le blé mûr » ». Dans l'œuvre, « une claire mélodie [...], énoncée d'abord toute nue, puis harmonisée de la manière la plus simple ; une simple candeur virginale, un discret arôme d'archaïsme ; mais aussi le sourire mutin de la section centrale (un peu animé), au pas dansant ».

## Interprétations célèbres
- Interprétation de Rudolf Ganz (en)[9]